# Ernle Chatfield
Alfred Ernle Montacute Chatfield, 1. baron Chatfield GCB, KCMG, CVO (ur. 27 września 1873 w Southsea, zm. 15 listopada 1967 w Farnham Common) − brytyjski wojskowy i polityk, admirał Royal Navy, minister w rządach Neville’a Chamberlaina.
Był jedynym synem admirała Alfreda Johna Chatfielda. W 1886 roku wstąpił do Royal Navy. Podczas I wojny światowej dowodził krążownikiem liniowym HMS „Lion”. Brał udział w bitwach pod Helgolandem, na Dogger Bank oraz bitwie jutlandzkiej. W latach 1925−1928 był trzecim lordem morskim Admiralicji oraz kontrolerem marynarki. W latach 1929−1930 dowodził Flotą Atlantycką, a w latach 1930−1932 Flotą Śródziemnomorską. W 1930 roku został admirałem, a w 1933 admirałem floty. W latach 1933−1938 był pierwszym lordem morskim. W 1937 roku otrzymał parowski tytuł 1. barona Chatfield.
W 1939 roku lord Chatfield został ministrem koordynacji obrony w gabinecie Chamberlaina. Był również przewodniczącym Komitetu Obrony Indii. Na tym stanowisku odpowiadał za uzbrojenie, modernizację i rozbudowę Brytyjskiej Armii Indyjskiej. Opowiadał się również za przestawieniem brytyjskiej gospodarki na produkcję wojenną, jednak takim pomysłom sprzeciwił się przewodniczący Zarządu Handlu Oliver Stanley.
Chatfield pozostał ministrem po wybuchu II wojny światowej, ale nie odegrał już większej roli. W kwietniu 1940 roku zrezygnował ze stanowiska, które zostało zlikwidowane. Zmarł w 1967 roku. Tytuł barona odziedziczył po nim jego najstarszy syn Ernle David Lewis.